# Le Courpou Sauvage
Le Courpou Sauvage est un sommet des monts du Cantal dans le Massif central.

## Toponymie
Montaigne de Sellon (1668).

## Géographie
Le Courpou Sauvage, surmonté d'une croix, est situé sur une ligne de crête entre le puech Bernis et le roc du Chauve, entre les communes de Mandailles-Saint-Julien, de Thiézac et de Saint-Cirgues-de-Jordanne.

## Activités

### Protection environnementale
Le sommet est inclus dans la ZNIEFF de type 2 « Monts du Cantal », ainsi que dans la ZNIEFF de type 1 « Courpou Sauvage - Roc du Chauve ».

### Randonnée
Le sommet est accessible en empruntant le col de Bellecombe et en suivant un sentier de randonnée.